# Найлс (Нью-Йорк)
Найлс (англ. Niles) — місто (англ. town) в США, в окрузі Каюга штату Нью-Йорк. Населення — 1137 осіб (2020).

## Демографія
Згідно з переписом 2010 року, у місті мешкали 1194 особи в 476 домогосподарствах у складі 358 родин. Було 875 помешкань
Расовий склад населення:
| - 97,4 % — білих - 0,8 % — чорних або афроамериканців - 0,3 % — азіатів - 0,2 % — корінних американців |

До двох чи більше рас належало 1,3 %. Частка іспаномовних становила 0,6 % від усіх жителів.
За віковим діапазоном населення розподілялося таким чином: 20,7 % — особи молодші 18 років, 63,9 % — особи у віці 18—64 років, 15,4 % — особи у віці 65 років та старші. Медіана віку мешканця становила 45,6 року. На 100 осіб жіночої статі у місті припадало 111,7 чоловіків;  на 100 жінок у віці від 18 років та старших — 107,7 чоловіків також старших 18 років.
Середній дохід на одне домашнє господарство  становив 83 366 доларів США (медіана — 64 318), а середній дохід на одну сім'ю — 86 490 доларів (медіана — 64 432). Медіана доходів становила 46 250 доларів для чоловіків та 38 125 доларів для жінок. За межею бідності перебувало 4,1 % осіб, у тому числі 0,3 % дітей у віці до 18 років та 10,3 % осіб у віці 65 років та старших.
Цивільне працевлаштоване населення становило 606 осіб. Основні галузі зайнятості: освіта, охорона здоров'я та соціальна допомога — 21,1 %, виробництво — 16,5 %, роздрібна торгівля — 12,7 %, будівництво — 10,1 %.